# Socka
Socka este o localitate din comuna Vojnik, Slovenia, cu o populație de 363 de locuitori.